# Platylophus galericulatus
Platylophus galericulatus, чучулата сврака е вид птица от семейство Вранови (Corvidae), единствен представител на род Platylophus. Видът е почти застрашен от изчезване.

## Разпространение
Видът е разпространен в Бруней, Индонезия, Малайзия, Мианмар и Тайланд.